# Andoki amazília
Az andoki amazília (Amazilia franciae) a madarak osztályának sarlósfecske-alakúak (Apodiformes) rendjébe és a kolibrifélék (Trochilidae) családjába tartozó faj.

## Rendszerezése
A fajt Jules Bourcier és Étienne Mulsant írták le 1846-ban, a Trochilus nembe Trochilus franciae néven. Sorolják a Chrysuronia nembe Chrysuronia franciae néven, de sorolták az Agyrtria nembe is Agyrtria franciae néven is.

## Alfajai
- Amazilia franciae cyanocollis (Gould, 1854)
- Amazilia franciae franciae (Bourcier & Mulsant, 1846)
- Amazilia franciae viridiceps (Gould, 1860)[1]

## Előfordulása
Dél-Amerika északnyugati részén, az Andok hegységben, Kolumbia, Ecuador és Peru területén honos. Természetes élőhelyei a szubtrópusi vagy trópusi  síkvidéki és hegyi esőerdők, lombhullató erdők, valamint erősen leromlott egykori erdők. Állandó, nem vonuló faj.

## Megjelenése
Testhossza 9–11 centiméter, testtömege 5,6 gramm.
|  |  |

## Életmódja
Nektárral táplálkozik.

## Természetvédelmi helyzete
Az elterjedési területe nagy, egyedszáma viszont ismeretlen, de még nem éri el a kritikus szintet. A Természetvédelmi Világszövetség Vörös listáján nem fenyegetett fajként szerepel.